# Distretto di Adilabad
Il distretto di Adilabad è un distretto del Telangana, in India, di 2.488.003 abitanti. Il suo capoluogo è Adilabad.
Il distretto si trova nell'estrema parte settentrionale dello stato del Telangana e confina a nord e a est con i distretti di Chandrapur e Yavatmal dello stato del Maharashtra, a ovest con il distretto di Nanded, sempre del Maharashtra, e a sud con i distretti di Karimnagar e Nizamabad.
Nell'ottobre 2016 il distretto è stato diviso in quattro parti, con la nascita dei nuovi distretti di Komaram Bheem Asifabad, Mancherial e Nirmal.

## Geografia fisica

### Territorio
Il territorio del distretto è pressoché pianeggiante, attraversato da una catena di alture detta Sahyadriparvat o Satnala o Satpura che si allunga per circa 280 chilometri in direzione nord-ovest sud-est e raggiunge la vetta massima con il monte Mahbubghat (o Mahboobghat). Altre piccole colline si trovano nella parte orientale del distretto.

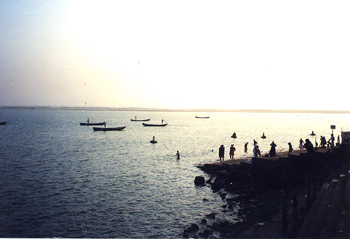
Il fiume Godavari

Tra i corsi d'acqua che scorrono nel territorio del distretto il più importante è il fiume Godavari, seguito dai fiumi Penganga (che costituisce parte del confine settentrionale dello stato e del distretto), Wardha (che scorre lungo il confine del comune di Sirpur e forma parte del confine settentrionale del distretto) e Pranahita (che scorre lungo il confine del comune di Chennur e forma parte del confine orientale del distretto), poi dal Kadam (che nasce a Bothai e attraversa il comune di Khanapur) e dal Peddavagu (che attraversa i comuni di Asifabad e Sirpur), entrambi tributari del Godavari e infine da altri piccoli corsi d'acqua come il Satnala, lo Swarnavagu e il Suddavagu.
Il Godavari entra nello stato del Telangana presso Basara, nel comune di Mudhole, e forma il confine tra il distretto di Adilabad e quelli di Karimnagar e Nizamabad; scorre anche lungo i confini meridionali dei comuni di Chennur, Khanapur, Luxettipet, Mudhole e Nirmal.

### Clima
Durante l'anno vi sono quattro stagioni: l'inverno, l'estate, il monsone e il dopo monsone.
L'inverno dura da dicembre a febbraio, il cielo è sereno, l'aria secca e il vento soffia generalmente da est o nord-est, leggero o moderato. A dicembre la temperatura massima si aggira sui 29 °C, la minima sui 15 °C.
L'estate dura da marzo a maggio, il cielo è sereno, l'aria calda e secca e il vento soffia generalmente da ovest o sud-ovest, leggero o moderato. Durante il pomeriggio l'umidità in media si aggira attorno al 25%.
La stagione del monsone (south west monsoon season) dura da giugno a settembre, il cielo è coperto, il vento soffia generalmente da sud-ovest o nord-ovest, con maggiore forza rispetto al resto dell'anno, l'umidità relativa è molto più alta che nel resto dell'anno. Le precipitazioni che cadono in questo periodo, con il picco massimo nel mese di luglio, ammontano all'85% del totale annuo, che in media è di 1.044,5 mm. e non subisce grosse oscillazioni di anno in anno.
La stagione del dopo-monsone (postmonsoon season) dura da ottobre a novembre, il cielo è molto meno coperto rispetto alla stagione precedente, l'aria è secca e il vento soffia generalmente da est o nord-est, leggero o moderato.

## Storia

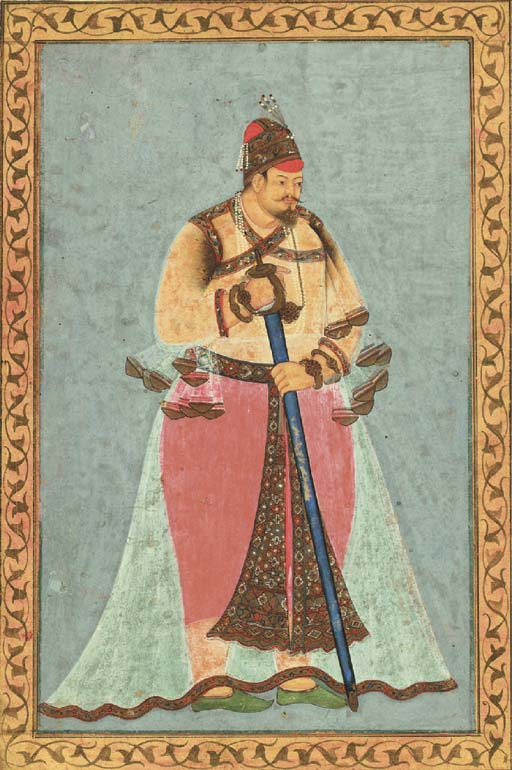
Ibrahim Adil Shah II (1556 - 1627), la cui dinastia ha dato il nome al distretto e alla città di Adilabad.

Il distretto e il suo capoluogo ricordano nel nome gli Adil Shahi, dinastia regnante del sultanato di Bijapur nei secoli XVI e XVII. Il territorio distrettuale fu per lungo tempo diviso tra i possedimenti di diverse dinastie locali: i Maurya, i Satavahana, i Vakataka, i Chalukya di Badami, i Rashtrakuta, i Chalukya di Kalyani, i Moghul, i raja Bhonsle di Nagpur, gli Asaf Jahi, i raja Gond di Sirpur e Chanda.
Il territorio fu unificato dai britannici nel 1872 unendo i comuni (taluka) di Adilabad (allora chiamata Edlabad), Rajura e Sirpur a costituire il sotto-distretto di Sirpur Tandur; nel 1905 il sotto-distretto divenne un distretto vero e proprio e Adilabad fu scelta come capoluogo.

## Natura

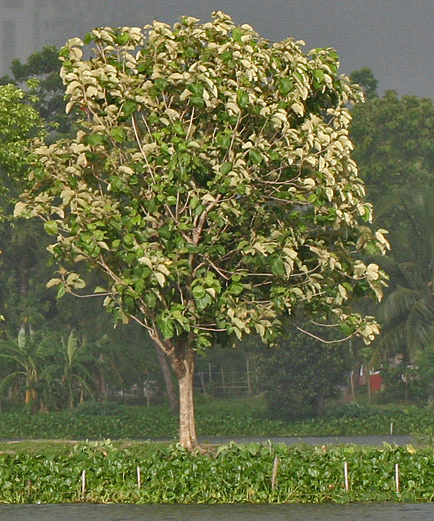
Un albero di teak

Circa il 43% del territorio distrettuale è coperto da foreste, per l'esattezza 6.944,5 chilometri quadrati. Le foreste sono di tipo deciduo secco e vengono distinte in foreste di teak (Tectona grandis) e foreste miste. Sono formate da due livelli di vegetazione: quello superiore è formato principalmente da nallamaddi, bijasal (detto anche "teak bastardo"), chairmanu, ippa o vippa, jitregi e noce vomica (in telugu musti), quello inferiore da usiri, maredu, modugu, sarapappu e bambù.
Le foreste sono ben distribuite nel territorio distrettuale, ad eccezione del comune di Mudhole, e vengono regolarmente sfruttate dalla popolazione locale per gli approvvigionamenti di legna e foraggio, altre vengono invece convertite in piantagioni di eucalipto, bambù e teak. Lo sfruttamento forestale avviene generalmente nelle zone di pianura e di collina, mentre quelle situate in scarpate e pendii a forte inclinazione vengono protette per evitare l'erosione del terreno.
La fauna è composta da grandi predatori che vivono sulle colline, come tigri, orsi, iene, leopardi, lupi e cani selvatici, e grandi branchi di erbivori che vivono nelle giungle delle pianure, come antilopi azzurre, sambar e cervi pomellati. L'avifauna è composta principalmente da pavoni (detti nemali in telugu), uccelli della giungla, pappagalli, varie specie di piccioni e varie specie di storni denominati myna in telugu, tra i quali vi è il merlo indiano.

## Società

### Evoluzione demografica
Dal censimento del 2001 risulta che dei 2.479.347 abitanti del distretto, 1.823.004 vivono nelle aree rurali (pari al 73,52%) e 656.343 vivono in aree urbane (pari al 26,48%). La proporzione tra i due sessi è di 980 donne per 1000 uomini.
La densità di popolazione è attestata sul valore di 129 abitanti per chilometro quadrato.
Nel distretto di Adilabad 38.600 persone sono registrate nelle "caste inventariate" (pari al 18,57 della popolazione distrettuale totale) e 35.500 nelle "tribù inventariate" (pari al 17,08% del totale).
La popolazione attiva del distretto è di 9.343.365 pari al 44,93% della popolazione totale, valore leggermente più basso della media statale che è pari al 45,27%. Del totale della popolazione attiva, il 34,09% è costituito da coltivatori e il 34,88% da braccianti agricoli.
Sia il numero di persone istruite sia l'aumento registrato dagli ultimi censimenti sono su valori bassi. Le persone dotate di un certo grado di istruzione assommano nel distretto di Adilabad a 578.226, pari al 27,8% del totale, mentre la media statale è del 37,8%; inoltre l'aumento della popolazione istruita è stato del 18,79% rispetto al 1981 e del 27,8% rispetto al 1991, valori però inferiori alle medie statali (30% rispetto al 1981 e 37,58% rispetto al 1991).

## Economia

### Agricoltura
L'agricoltura costituisce l'attività principale nel distretto di Adilabad. La superficie totale del distretto è suddivisa in foreste (42,8%), terreno agricolo (35,4%) e incolto (3,7%). La cultura più diffusa è il sorgo coltivato sul 31,8% dei terreni agricoli, il riso sul 10,8%, mentre legumi e altri cereali sono coltivati sul 34,7% della superficie agricola totale.
Nel 2001 la superficie coltivata in ettari per singoli prodotti era: riso 58.641, sorgo 39.364, granturco 23.433, pisello nano rosso 40.954, pisello nano verde 15.632, pisello nano nero 19.955, altre leguminose 1.265, soia 30.612, cotone 168.530, curcuma 4.555, peperoncino 3.869.
Nel 2001 fu anche stimata la produzione in chili per ettaro per il 2002 e i valori furono: riso 3.852, sorgo 1.453, granturco 2.545, pisello nano rosso 330, pisello nano verde 210, pisello nano nero 548, altre leguminose 250, soia 900, cotone 650, curcuma 3.000, peperoncino 2.552.
L'area coltivata a cotone nel distretto rappresenta il 16% della superficie coltivata a cotone in tutto lo stato, ma la produzione corrisponde solo al 5% del totale statale. Per migliore la produzione la Stazione di Ricerca Agricola Regionale (Regional Agricultural Research Station) con sede ad Adilabad informa gli agricoltori sulle migliori tecniche di coltivazione e di gestione dei pesticidi sperimentate dalle ricerche della stazione.

### Allevamento
L'allevamento è la seconda attività economica del distretto per numero di addetti e per importo delle entrate. Al censimento del 2001 risultavano nel distretto 3.3225.652 capi di bestiame domestico, ripartiti in 952.738 bovini, 352.240 bufali, 557.734 ovini, 231.915 caprini, 1.219.903 capi di pollame e 11.122 animali di altro tipo.
Secondo la Commissione Nazionale per l'Agricoltura, nel 2000 nel distretto di Adilabad servivano 79 centri veterinari in più rispetto agli 87 già esistenti, ognuno dei quali deve avere un veterinario in grado di curare circa 5.000 capi di bestiame; erano necessari inoltre 145 centri di inseminazione artificiale ognuno dei quali deve essere in grado di assistere 2.500 fra bufali e bovini. Infine, risultava esserci una carenza di foraggio, per cui si richiedeva un aumento dei terreni coltivati a foraggio e anche l'aumento della richiesta di mangime concentrato.
L'abbondanza di terre adatte, come i prati collinari, può rendere l'allevamento un'attività potenzialmente importante per l'economia distrettuale, generando occupazione e reddito, ma la produzione effettiva di carne è trascurabile rispetto al fabbisogno pro capite reale che è di circa 30 grammi al giorno. Per migliore la produzione l'Agenzia per lo Sviluppo Rurale Distrettuale (DRDA) ha preparato un Programma Integrato per lo Sviluppo Rurale (IRDP) che prevede la realizzazione di macelli, infrastrutture cliniche e fattorie, e l'impiego di razze remunerative come la Nellore e la Deccan per gli ovini e la Osmanbadi per i caprini.
La sericoltura è sostenuta dal Progetto Nazionale per la Sericoltura fin dal 1989, attraverso l'Agenzia Integrata per lo Sviluppo Tribale (ITDA) di Utnoor, però risente notevolmente della mancanza di un mercato locale dei bozzoli che costringe gli allevatori a recarsi negli stati vicini, come il Karnataka, con notevoli spese di trasporto. Questo causa il mantenimento di un'attività ridotta sia nella superficie adibita alla sericoltura (che copre meno di 1000 acri) sia nel numero di impianti di tessitura. Nonostante ciò si prevede un rapido sviluppo per questa attività, grazie alle condizioni climatiche favorevoli, alla presenza di aree forestali adatte e all'impiego, oltre del Bombyx mori, anche di farfalle del genere Antheraea produttrici di seta bruna.

### Risorse minerarie
Il distretto di Adilabad è quello maggiormente fornito di risorse minerarie in tutto il Telangana: vi si trovano principalmente carbone, ferro, calcare e argilla.
La Singareni Collieries sfrutta i giacimenti di carbone Asifabad, Chennur, Tandur (Bellampally, con una riserva stimata in 475 milioni di tonnellate) e Khanara (questi due insieme coprono 181 km² di superficie) e North Godavari (75 km² di superficie con una riserva stimata in 450 milioni di tonnellate).
Esistono notevoli giacimenti di minerale di ferro nei comuni di Kadam (località di Chittial e Kalleda), Luxettipet (località di Rebbanpalli) e Utnoor (località di Birsaipet) e altri minori nei comuni di Khanapur (località di Dusturabad, Maddipadaga, Parpalli, Raidubba e Somwarpet) e Nirmal (località di Ananthpet Ponkal, Mamda, Mayapur, Velmal). Depositi di ematite si trovano nei comuni di Chenur (località di Kamathis presso Sankaram), Sirpur (località di Agarguram, Chinechala, Jhandhaguda, Loha, Pangerigutta e Pochammagutta).
Il deposito principale di calcare nel distretto di Adilabad si trova nella Ryali Reserve Forest, ha una riserva valutata in 600 milioni di tonnellate ed è sfruttato dalla The Association Cement Co. Ltd per lo stabilimento di Mancherial. Altri depositi di calcare da cemento si trovano nel comune di Luxettipet, a nord di Asifabad e presso Adilabad e vengono sfruttati da varie compagnie: Cement Corporation Of India, The Someshwara Cement And Chemicals Ltd., Annapurna Cement Ltd. e Orient Cement. La riserva di Asifabad negli anni 2000 è stata valutata in 50 milioni di tonnellate dal Servizio Geologico dell'India.
Di interesse industriale anche l'argilla bianca, utilizzata nella produzione di stoviglie, sanitari, mattoni, porcellana, ceramica. Nel comune di Asifabad, a un chilometro e mezzo circa a sud dei villaggi di Pachagoan e Rallapet, si trovano vasti depositi di argilla bianca le cui riserve sono valutate in 18 milioni di tonnellate. Altri depositi minori si trovano nello stesso comune nei pressi dei villaggi di Kattarla e Butternal, e nel comune di Chennur presso il villaggio di Kothapalli.

### Industrie
Le principali aziende industriali del distretto sono impianti dell'industria carbonifera, cotonifici e cementifici. A Bellampally ha sede la compagnia mineraria statale The Singareni Collieries Co. Ltd. che estrae 5.000.000 tonnellate all'anno di carbone e ha alle proprie dipendenze 39.000 persone; a Ramakrishnapur, presso Mancherial, si trova la Coal Chemical Complex che ha 557 dipendenti e produce 900 tonnellate giornaliere di litantrace bituminoso, 169 di antracite e 50 di catrame.
Numerosi i cementifici: The Association Cement Co. Ltd, con sede a Mancherial, produttore di cemento Portland (500 tonnellate al giorno), con 900 dipendenti; la Cement Corporation Of India con sede ad Adilabad, 400.000 tonnellate annue di produzione e 90 dipendenti; la Orient Cement, con sede a Davapur, 1.180.000 tonnellate annue e 804 dipendenti; The Someshwara Cement And Chemicals Ltd. con sede a Ippalanavagaon, villaggio nel comune di Asifabad; la Annapurna Cement Ltd. con sede a Samela, villaggio nel comune di Asifabad, 200 tonnellate giornaliere di produzione e 170 dipendenti.
Nel campo dell'industria tessile sono presenti un setificio, Tha SirSilk Ltd., con sede a Kagaznagar, 2.300 tonnellate annue, 503 telai e 3.900 dipendenti, e numerosi cotonifici: The Nataraj Spinning & Weaving mill, con sede a Nirmal, 25.200 rocche (349.272 chilometri di filato) e 500 dipendenti; The Adilabad Cottong Growers Coop, 25.088 rocche (347.719,68 chilometri di filato) e 750 dipendenti; Quality Spinning Mills con sede a Bhainsa, 405 milioni di tonnellate e 108 dipendenti; A.P.Markfed Cotton Ginning & Pressing (Adilabad), sgranatura e pressatura del cotone, 400 barili al giorno e 300 dipendenti; Makhanlala Rajkumar & Co. (Adilabad), sgranatura e pressatura del cotone, prod. 2.700 milioni di tonnellate e 160 dipendenti.
Altre attività comprendono la cartiera della The Sirpur Paper Mills Ltd., con sede a Kagaznagar, produzione di polpa di carta e cartone, 71.100 tonnellate giornaliere e 4.300 dipendenti, e alcuni oleifici: Penganga Oils Ltd. (Adilabad), produzione di olio di semi di cotone, 3.500 tonnellate annue e 52 dipendenti; Kashiprasad & Sons Pvt. Ltd (Adilabad), sgranatura e pressatura del cotone ed estrazione dell'olio; GS Oils Pvt. Ltd. (Adilabad), lavorazione della soia.

## Turismo
Le principali attrazioni turistiche del distretto sono le cascate di Kuntala, presso l'omonimo villaggio nel comune di Neredigonda a 60 chilometri da Adilabad; le cascate di Potchera presso l'omonimo villaggio nel comune di Boath, a 53 chilometri da Adilabad; il tempio di Sri Gyana Saraswati presso il villaggio di Basara, meta di pellegrinaggi soprattutto in occasione dell'inizio dell'anno scolastico, quando i bambini che iniziano a frequentare la scuola vengono portato qui per essere benedetti dalla Dea nella cerimonia dell'Akshara puja. Secondo la leggenda, il santo Vyāsa si allontanò dai luoghi sconvolti dalla guerra narrata nel Mahābhārata e giunse sulle rive del fiume Godavari in cerca di pace; qui, sulle colline Kumaranchala, gli apparve la Dea in forma di trinità ordinandogli di gettare manciate di sabbia in tre punti diversi; miracolosamente questi mucchi di sabbia si trasformarono nelle immagini delle tre dee Saraswati, Lakshmi e Kālī, che ancora oggi sono le patrone di Basara.

### Comunicazioni
Il territorio del distretto è attraversato da tre autostrade statali: la Hyderabad-Karimanagar-Chanda road (tratto di 90 chilometri), la Basar-Luxettipet road (tratto di 44,6 chilometri) e la Hyderabad-Karimnagar-Ramagundam road (tratto di 6,5 chilometri).
Vi sono poi 20 strade distrettuali principali, delle quali le più lunghe sono la Utnoor-Asifabad di 66 chilometri e la Sirpur-Bejjur di 51 chilometri, e una quarantina di strade minori dette panchayat raj roads ("strade comunali"), che hanno una lunghezza massima di 30-35 chilometri.

## Amministrazioni
Ai fini amministrativi, il distretto è suddiviso in 52 comuni (detti in telugu mandal) e 1743 villaggi, a loro volta raggruppati nelle cinque divisioni tributarie di Adilabad, Asifabad, Nirmal, Utnoor e Mancherial. I comuni, ognuno col suo numero di codice ufficiale, sono i seguenti:
| - Adilabad (3) - Asifabad (37) - Bazarhathnoor (10) - Bejjur (47) - Bela (5) - Bellampalle (42) - Bhainsa (16) - Bheemini (44) - Boath (11) - Chennur (51) - Dahegaon (48) - Dandepally (31) - Dilwarpur (20) - Gudihathnoor (8) - Ichoda (9) - Indervelly (7) - Jainad (4) - Jainoor (27) | - Jaipur (52) - Jannaram (30) - Kaddam (25) - Kagaznagar (39) - Kasipet (35) - Kerameri (28) - Khanapur (24) - Kotapally (50) - Kouthala (46) - Kubeer (15) - Kuntala (14) - Laxmanchanda (22) - Lokeshwara (19) - Luxettipet (32) - Mamda (23) - Mancherial (33) - Mandamarri (34) - Mudhole (18) | - Narnoor (6) - Nennel (43) - Neredigonda (12) - Nirmal (21) - Rebbena (40) - Sarangapur (13) - Sirpur (T) (45) - Sirpur (U) (29) - Talamadugu (1) - Tamsi (2) - Tandur (41) - Tanoor (17) - Tiryani (36) - Utnoor (26) - Vemanpally (49) - Wankidi (38) |